# Pancorius kohi
Pancorius kohi là một loài nhện trong họ Salticidae.
Loài này thuộc chi Pancorius. Pancorius kohi được Zhang, Da-xiang Song & Li miêu tả năm 2003.